# Ian McGeechan
Sir Ian Robert McGeechan OBE (* 30. Oktober 1946 in Leeds, England) ist ein ehemaliger schottischer Rugby-Union-Spieler und Trainer der schottischen Nationalmannschaft. Er trainierte außerdem bereits viermal die Auswahl der British and Irish Lions als Cheftrainer.

## Spielerkarriere
McGeechan spielte während seiner gesamten Karriere für Headingley, einem der traditionsreichsten Rugbyclubs Englands. Er gab 1972 sein Debüt für Schottland gegen die All Blacks als Verbinder. In seinen sieben Jahren als Nationalspieler wechselte er stets zwischen dieser Position und der des Innendreiviertels. Er wurde 1974 und 1977 für die Touren der Lions nach Südafrika respektive Neuseeland nominiert. Eine Knieverletzung setzte seiner Spielerkarriere 1979 im Alter von 33 Jahren ein Ende.

## Trainerkarriere
1987 wurde McGeechan zum Assistenztrainer des schottischen Nationaltrainers Derrick Grant ernannt und war Teil des Trainerteams zur ersten Weltmeisterschaft. Ein Jahr später übernahm er das Amt von Grant. Er führte Schottland zum Gewinn des Grand Slams bei den Five Nations 1990 und in das Halbfinale bei der WM 1991, dem bis heute größten Erfolg der schottischen Nationalmannschaft. 1990 wurde ihm der Orden Officer of the British Empire verliehen.
1993 beendete er den ersten Teil seines Engagements als schottischer Nationaltrainer und übernahm 1994 die Führung des englischen Clubs Northampton Saints. Er führte den Verein in die Courage League. Nach der Weltmeisterschaft 1999 wurde er erneut zum Trainer der schottischen Nationalmannschaft ernannt.
Er ist der einzige Trainer, der bislang an fünf Touren der Lions mitgewirkt hat. Dies waren 1989 die Tour in Australien, 1993 die Tour in Neuseeland sowie 1997 und 2009 die Tour in Südafrika. Davon konnte er die Touren 1989 und 1997, jeweils mit zwei Siegen und einer Niederlage gegen Australien bzw. Südafrika, gewinnen. Bei der Tour 2005 in Neuseeland gehörte er ebenso zum Trainerteam und war für die inoffiziellen Spiele unter der Woche zuständig.
Er wurde 2005 vom Wasps RFC als Trainer verpflichtet. Unter seiner Führung gewann der Club den Anglo-Welsh Cup 2006, den Heineken Cup 2007 sowie den Meistertitel in der englischen Liga 2008. Im Jahr 2009 beendete er sein Engagement bei den Wasps.
Im Jahr 2010 wurde Ian McGeechan für seine Verdienste um das Rugby von Königin Elisabeth II. zum Ritter geschlagen und darf sich seitdem Sir Ian McGeechan nennen. 2015 wurde er in die Scottish Hall of Fame aufgenommen.

## Erfolge/Titel
als Spieler
- 32-facher Nationalspieler
- zwei Touren mit den Lions, davon eine gewonnen (1974)

als Trainer
- vier Touren mit den Lions, davon zwei gewonnen (1989, 1997)
- Weltmeisterschaft: Halbfinale 1991
- Five Nations: Grand Slam 1990
- Heineken Cup: Sieger 2007
- English Premiership: Meister 2008
- Powergen Cup: Sieger 2006